# Mesnières-en-Bray
Mesnières-en-Bray é uma comuna francesa na região administrativa da Normandia, no departamento de Sena Marítimo. Estende-se por uma área de 15,23 km². Em 2010 a comuna tinha 1 169 habitantes (densidade: 76,8 hab./km²).